# Eilean Creagach
Eilean Creagach är en obebodd ö i Argyll and Bute, Skottland. Ön är belägen 1,5 km från Arduaine Point.